# 迭戈·諾瓦雷蒂
迭戈·諾瓦雷蒂（西班牙語：Diego Novaretti；1985年5月9日—）是一位阿根廷足球運動員，在場上的位置是後衛。他現在效力於意大利足球甲級聯賽球隊拉齊奧足球俱樂部。